# Eric Saindon

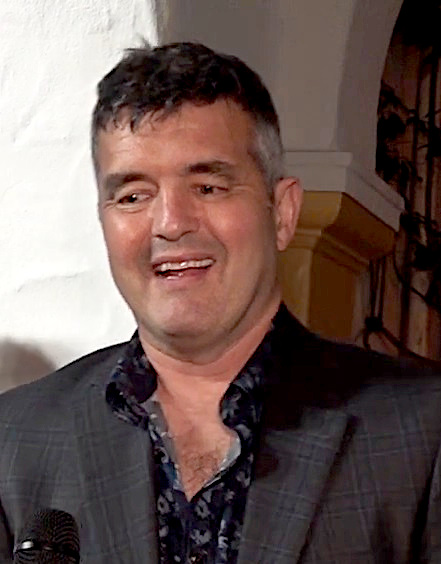
Saindon im Jahr 2023

Eric Saindon (* 5. Dezember 1969 in Bangor, Maine) ist ein US-amerikanischer VFX Supervisor.

## Leben
Saindon studierte an der Washington State University Architektur. Nach seinem Studium arbeitete er bei Alias in Santa Barbara. Im Jahr 1999 zog er nach Neuseeland, wo er in den folgenden Jahren für Weta Digital an der Herr-der-Ringe-Trilogie mitwirkte. 
Ab 2006 arbeitete er als VFX Supervisor an Filmen wie X-Men: Der letzte Widerstand, Fantastic Four: Rise of the Silver Surfer und Avatar – Aufbruch nach Pandora. 2013 wurde er für Der Hobbit – Eine unerwartete Reise für den Oscar in der Kategorie Beste visuelle Effekte nominiert. Weitere Nominierungen in dieser Kategorie gab es 2014 Der Hobbit - Smaugs Einöde und 2023 für Avatar: The Way of Water. Für Letzteren gewann er schließlich den Preis. Derzeit lebt er in Wellington in Neuseeland.

## Filmografie
- 1998: Star Trek: Der Aufstand (Star Trek: Insurrection)
- 2000: Der kleine Vampir (The Little Vampire)
- 2000: Supernova
- 2001: Der Herr der Ringe: Die Gefährten (The Lord of the Rings: The Fellowship of the Ring)
- 2002: Der Herr der Ringe: Die zwei Türme (The Lord of the Rings: The Two Towers)
- 2003: Der Herr der Ringe: Die Rückkehr des Königs (The Lord of the Rings: The Return of the King)
- 2004: I, Robot
- 2005: King Kong
- 2006: Nachts im Museum (Night at the Museum)
- 2006: X-Men: Der letzte Widerstand (X-Men: The Last Stand)
- 2007: Fantastic Four: Rise of the Silver Surfer (4: Rise of the Silver Surfer)
- 2009: Avatar – Aufbruch nach Pandora (Avatar)
- 2012: Der Hobbit – Eine unerwartete Reise (The Hobbit: An Unexpected Journey)
- 2013: Der Hobbit – Smaugs Einöde (The Hobbit: The Desolation of Smaug)
- 2014: Der Hobbit: Die Schlacht der Fünf Heere (The Hobbit: The Battle of the Five Armies)
- 2016: Elliot, der Drache (Pete's Dragon)
- 2017: A Ghost Story
- 2019: Alita: Battle Angel
- 2021: The Green Knight
- 2021: Avatar: The Way of Water